# Comissão Nacional de Greve da Bielorrússia
Comissão Nacional de Greve da Bielorrússia (Stachkom) - é uma entidade bielorrussa não registada, cujo principal objetivo consiste na defesa de direitos dos cidadãos (incluindo a organização de ações de protesto contra violação dos direitos e interesses legais dos cidadãos).
A Comissão de Greve de Empresários da República Bielorrússia iniciou sua atividade no ano de 1996. No dia de 25 de novembro do ano de 2003 à sua base foi criada a Comissão Nacional de Greve da Bielorrússia. Durante mais de 10 a Comissão de Greve organizava as numerosas greves e manifestações em defesa dos direitos de empresários. Algumas ações contavam com presença de mais de 100 mil pessoas.
Desde a sua fundação, a Comissão é presidida por empresário e antigo prezo político o Valeriy Levonevskiy. Durante sua detenção de 1 de maio de 2004 a 15 de maio de 2006 as funções do presidente do Stachkom foram exercidos por seu filho Vladimir Levonevskiy.
Uma das atividades da Comissão de Greve é o apoio de reclusos. Assim, por exemplo, em setembro de 2005 a Comissão de Greve entregou os livros, equipamentos desportivos e outras utilidades ao estabelecimento prisional №22 de Ivatsevichi. Nos estabelecimentos prisionais estão a ser criados os núcleos da Stachkom, em março de 2005 em cinco estabelecimentos prisionais da Bielorrússia existiam os mesmos.